# Ana Ilce Gómez Ortega
Ana Ilce Gómez Ortega (Masaya, 28 de octubre de 1944 - 1 de noviembre de 2017). fue una poeta y periodista nicaragüense, miembro de la Academia Nicaragüense de la Lengua desde el 2006. Destacada figura de la poesía contemporánea nicaragüense. Fue madre soltera y asumió la causa y la lucha por los derechos y reivindicaciones de las mujeres. Fue opositora del régimen somocista desde los años 70 y fue miembro de la Asociación Sandinista de Trabajadores de la Cultura ASTC.

## Obras
- Las ceremonias del silencio. 1975
- Poemas de lo humano cotidiano. 2004
- Poesía reunida. Editorial Pretextos. 2018

## Reconocimientos
- 1989. Orden de la independencia cultural "Ruben Dario"
- 2002. Placa de reconocimiento a su labor como escritora, por parte del Centro Nicaragüense de Escritores.
- 2003. Distinción de honor al mérito por la creación literaria, por parte de la Universidad Nacional Autónoma de Nicaragua
- 2004. Premio Único del Concurso Nacional de Poesía Escrita por Mujeres Mariana Sansón[3]
- 2010. Homenaje en el Festival Internacional de Poesía de Granada (Nicaragua)